# Kichijōji
Kichijōji (吉祥寺?) è un quartiere della città di Musashino, conurbata in Tokyo (Giappone). La stazione ferroviaria omonima serve l'area tramite la linea Chūō. Kichijōji ha il suo cuore nella zona commerciale attraversata dalla Sun Road, una strada coperta che si estende verso nord dalla stazione. Pulita, ben organizzata e ricca di negozi, la zona ha una spiccata vocazione giovanile, artistica e controculturale.
A sud della stazione di Kichijōji si trova il parco di Inokashira, sorgente del fiume Kanda. In primavera il parco diventa uno dei punti prediletti per l'hanami, la contemplazione della fugace fioritura dei ciliegi.
A metà della Sun Road sorge un tempio buddhista con cimitero e nell'estremo nord della strada sorgono alcuni templi shintoisti.
Attorno alla stazione sorgono ristoranti, bar, izakaya e altri locali che animano la vita notturna del quartiere. A est della stazione si trova probabilmente il più vasto quartiere a luci rosse sulla linea Chūō fra Tachikawa e Shinjuku, con love hotel e hostess bar.
Kichijōji viene considerato, secondo alcuni sondaggi, uno dei migliori quartieri residenziali di Tokyo.
Nel quartiere di Kichijōji è anche ambientato il celebre anime Great Teacher Onizuka, nonché un pezzo del libro Norwegian Wood.

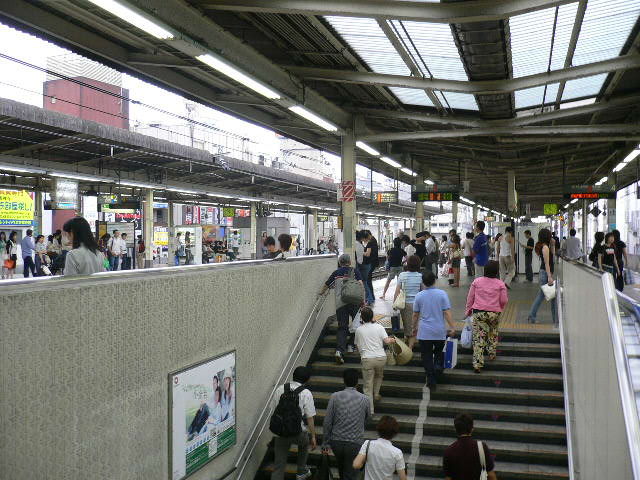
Stazione di Kichijōji
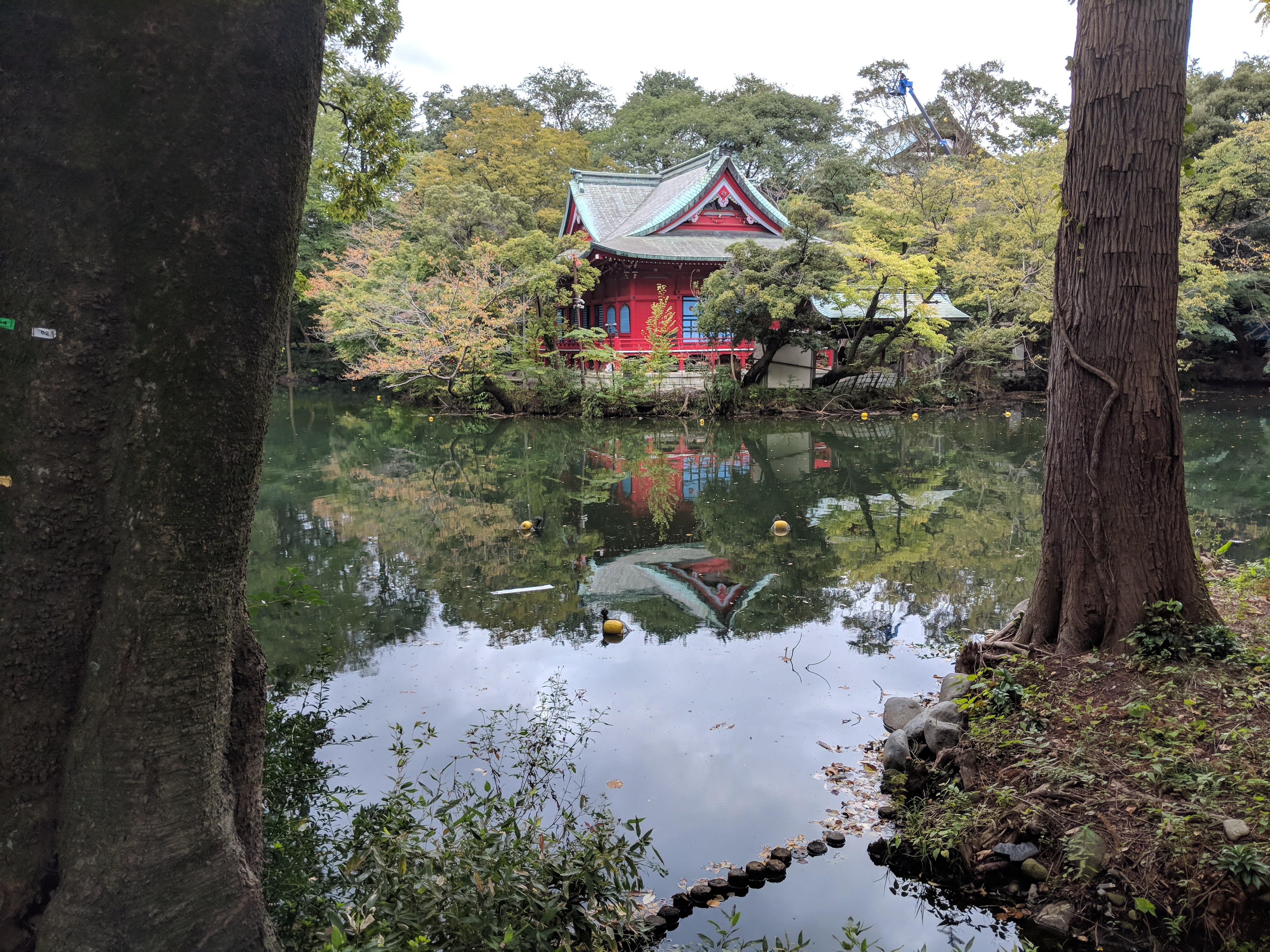
Il tempio nel parco di Inokashira
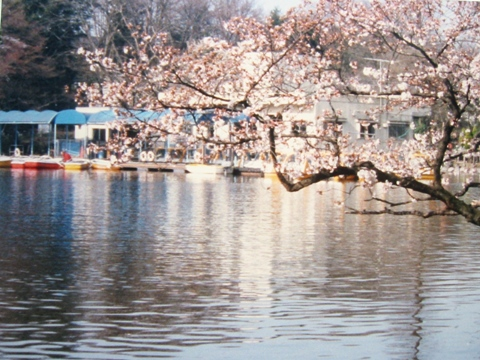
Fioritura dei ciliegi al parco di Inokashira